# لینکس(مرورگر)
لینکس (به انگلیسی: Lynx) مرورگری مبتنی بر متن است که برای محیط‌های متنی که بتوان نشانگر مکان‌نما را آدرس‌دهی کرد قابل استفاده است. این مرورگر بیشتر بین کاربران لینوکس رواج دارد گرچه نسخه‌های ویندوز و مک‌اواس آن نیز وجود دارد. این نرم‌افزار تحت اجازه‌نامه جی‌پی‌ال قابل دریافت و استفاده است.
لینکس قدیمی‌ترین مرورگری است که هنوز به طور گسترده در حال استفاده‌است.